# Tithorea martina
Tithorea martina är en fjärilsart som beskrevs av Fox 1956. Tithorea martina ingår i släktet Tithorea och familjen praktfjärilar. Inga underarter finns listade i Catalogue of Life.